# Ponnamaravathi
Ponnamaravathi es una ciudad y nagar Panchayat situada en el distrito de Pudukkottai en el estado de Tamil Nadu (India). Su población es de 12676 habitantes (2011). Se encuentra a 36 km de Pudukkottai y a 69 km de Madurai.

## Demografía
Según el censo de 2011 la población de Ponnamaravathi era de 12676 habitantes, de los cuales 6305 eran hombres y 6371 eran mujeres. Ponnamaravathi tiene una tasa media de alfabetización del 88,76%, superior a la media estatal del 80,09%: la alfabetización masculina es del 94,51%, y la alfabetización femenina del 83,14%.